# 貓鬼 (臺灣)
貓鬼，是台灣民間傳說中的一種妖貓，由貓的屍體變成，會潛入別人家裡殺死剛出生的嬰兒。

## 來源與外表
據說將貓的屍體埋入土中的話，貓屍就會吸收雨水和陽光的精華，變成貓鬼從土裡出來害人。貓鬼的體型比普通的貓還要大，有著兩尺到三尺（60到90公分）的金色長毛，毛還會微微發出毫光。

## 習性
貓鬼白天躲在茂密的大樹上，晚上才出來活動。牠們喜歡麻油雞的味道，經常潛入有剛出生嬰兒的人家中殺死嬰兒，特別是嬰兒生下的三朝、七朝、十三朝和滿月時最容易出現。
另一方面，據說將貓鬼的毛放在家裡，就可以防止其他貓鬼的侵擾。曾經有人家為了保護家裡的新生兒，刻意用麻油雞的味道吸引貓鬼進來家裡，趁著牠在吃麻油雞時攻擊牠，雖然被貓鬼逃掉，但其留下的一搓毛讓其他貓鬼不敢接近，保護了全村的嬰兒。

## 民間習俗
因為貓鬼的傳說，臺灣社會中流傳著「死貓吊樹頭」的習俗，將死去的貓屍掛在樹上，讓它乾燥，魂魄散去，才不會變成貓鬼害人，這項習俗現今在部分地區仍然存在。另外，也有人會先把剛出生的嬰兒送走，直到滿月才接回家，或者乾脆不辦嬰兒的三、七、十三朝禮。

## 其他傳說
除了把貓屍掛在樹上外，民間也有把狗屍放在水中的習俗，有說法認為這是因為傳說中如果把狗埋在土裡，狗屍會吸取地氣，變成狗妖向人作祟；另有說法認為狗的前世是作惡的人，被懲罰投胎為狗，如果把狗屍埋入土中，屍體完整，來世又得投胎當狗，所以要丟進水裡使其潰爛。

## 現代研究
除了傳統民間傳說之外，現在另有人認為，「死貓吊樹頭、死狗放水流」的習俗，其實是當初來台開墾的漢人為了強佔平埔族的土地，故意把貓屍、狗屍在其土地上隨意亂丟、造成環境髒亂，讓平埔族放棄土地而逐漸養成的習俗。